# Notarkasse
Die Notarkasse mit Sitz in München und die Ländernotarkasse mit Sitz in Leipzig sind Unterstützungseinrichtungen für Notare in der Rechtsform von Anstalten des öffentlichen Rechts. Der Zuständigkeitsbereich der Notarkasse in München erstreckt sich auf das Gebiet von Bayern und der ehemals bayerischen Pfalz, der Zuständigkeitsbereich der Ländernotarkasse in Leipzig erstreckt sich auf die Gebiete der neuen Bundesländer. Die Anfänge der Notarkasse A.d.ö.R. gehen in das Jahr 1867 zurück.

## Rechtsaufsicht
Die Notarkasse unterliegt der Rechtsaufsicht des Bayerischen Ministeriums der Justiz, die Haushalts- und Rechnungsführung wird vom Bayerischen Obersten Rechnungshof nach den Vorgaben der Bayerischen Haushaltsordnung überprüft. Die Ländernotarkasse unterliegt der Rechtsaufsicht des sächsischen Ministeriums der Justiz. Ihre Haushalts- und Rechnungsführung wird durch den Sächsischen Rechnungshof überprüft.

## Aufgaben
Die Aufgaben der Notarkasse und der Ländernotarkasse sind in § 113 Abs. 3 BNotO enumerativ aufgezählt. Der Aufgabenbereich umfasst u. a.
- die Ergänzung des Berufseinkommens der Notare
- die Versorgung der ausgeschiedenen Notare
- die Besoldung der Notariatsbeamten und der Notarassessoren
- die Gewährleistung der einheitlichen Durchführung der Haftpflichtversicherung.

## Kritik
Der Bayerische Oberste Rechnungshof kritisierte 2019, dass aufgrund einer Richtlinie der Notarkasse aktive sowie ehemalige Notare, Mitarbeiter der Notare und der Notarkasse, aber auch deren nahe Angehörige und Verlobte von der Zahlung von Notargebühren befreit werden. Der ORH hielt dies im Lichte des Gleichbehandlungsgrundsatzes für bedenklich.